# Heinz Beyer (Ruderer)
Heinz Wilhelm Max Beyer (* 28. Juli 1910 in Stettin; † 26. April 1975 in Hannover) war ein deutscher Ruderer.

## Biografie
Heinz Beyer konnte während seiner Ruderkarriere insgesamt 5 Deutsche Meistertitel gewinnen. Davon vier mit dem Vierer mit Steuermann (1949, 1950, 1951 und 1952) und einen mit dem Vierer ohne Steuermann (1951).
Des Weiteren nahm Beyer bei den Olympischen Sommerspielen 1952 in Helsinki zusammen mit Klaus Schulze, Günter Twiesselmann, Gerhard Vogeley und Hans-Joachim Wiemken in der Regatta mit dem Vierer mit Steuermann teil. Das Boot schied jedoch im Hoffnungslauf aus und wurde Fünfzehnter.